# Evy Gotthardt
Evy Gotthardt (auch bekannt als Eva Gotthardt, Evy Gotthardt-Steiner und Evi Gotthardt) war eine deutsche Schauspielerin.

## Leben
Dem Kinopublikum wurde Gotthardt 1948 durch die Rolle der Ruth in Helmut Käutners In jenen Tagen bekannt, sie war jedoch überwiegend als Theaterschauspielerin und Hörspielsprecherin tätig. Gotthardt trat in den 1940er-Jahren im Deutschen Schauspielhaus und am Thalia-Theater in Hamburg und in den 1950er- und 1960er-Jahren am Landestheater Hannover auf. Bis Ende der 1990er-Jahre sprach sie für Hörspielproduktionen, vorwiegend im Norddeutschen Rundfunk und bei Radio Bremen.
1944 bis mindestens 1949 wohnte Gotthardt in der Rothenbaumchaussee 31 in Hamburg. 1948 machte Germin eine Fotoreportage über ihren Alltag in der ausgebombten Stadt. Später war Gotthardt mit dem Leiter des Rundfunkorchesters Hannover Willy Steiner verheiratet. Sie lebten 1956 im Modersohnweg 5 in Hannover, von 1957 bis mindestens 1972 in der Lehzenstraße 7.

## Engagements

### Filme
- 1942: Wir machen Musik
- 1944: Große Freiheit Nr. 7
- 1947: In jenen Tagen

### Theaterstücke (Auswahl)
- 1946: Sodom und Gomorra (als Dalila, Buch: Jean Giraudoux, Übersetzung: Gerda von Uslar, Regie: Friedrich Siems, Deutsches Schauspielhaus)[8]
- 1946: Der Sturm (als Miranda, Übersetzung: Erich Engel, Regie: Heinrich Koch, Deutsches Schauspielhaus)[9]
- 1947: Undine (als Undine, Buch: Jean Giraudoux, Deutsches Schauspielhaus)[10][11]
- 1948 Seit Adam und Eva (Buch: John Boynton Priestley, Regie: Arno Aßmann, Thalia-Theater)[12]
- 1948/49: Das unterschlug Homer (Regie: Kurt Meister, Thalia-Theater)[13]
- 1949/50: Ihr 106. Geburtstag (Buch: Jean Sarment, Übersetzung und Bearbeitung: Otto Wolf, Regie: Karl Heinz Schroth, Thalia-Theater)[14]
- 1949/50: Hedda Gabler (Regie: Hans Lietzau, Thalia-Theater)[15]
- 1949/50: Das kleine Hofkonzert (Regie: Arno Assmann, Thalia-Theater)[16]
- 1951: Geliebte Hexe (als Gillian, Buch: John van Druten, Übersetzung: Alfred Polgar, Regie: Hermann Stelter, Landestheater Hannover)[17]
- 1952: Der Kaiser von Amerika (Buch: George Bernard Shaw, Übersetzung: Siegfried Trebitsch, Regie: Kurt Erhardt, Landestheater Hannover)[18]
- 1952: Der Menschenfeind (als Célimène, Übersetzung: Arthur Luther, Regie: Karlheinz Streibing, Landestheater Hannover)[19]
- 1959: Paolo Paoli (Buch: Arthur Adamov, Regie: Franz Reichert, Landestheater Hannover)[20][Anm. 1][21]
- 1959: Die Gerechten (Regie: Peter Zadek, Landestheater Hannover)[22]
- 1962: Cymbeline (als Königin, Übersetzung: Dorothea Tieck, Regie: Peter Zadek, Landestheater Hannover)[23][24]
- 1967: Tartuffe (Regie: Franz Reichert, Landestheater Hannover)[25]

### Hörspiele (Auswahl)
- 1946: Karl III. und Anna von Österreich (als Anna, Buch: Manfred Rössner, Regie: Fritz Schröder-Jahn, NWDR)[26]
- 1949: Zurück zu Methusalem (als Wildy, nach George Bernard Shaw, Bearbeitung: Max Gundermann, Regie: Günther Rennert, NWDR)[27]
- 1950: Professor Singers letztes Experiment (als Ingrid, Buch: Arch Oboler, Übersetzung: Heinz Liepmann, Regie: Gustav Burmester, NWDR)[28]
- 1951: Wer Pech berührt, besudelt sich (als Jill, nach John Galsworthy, Übersetzung: Rudolf Stamm, Bearbeitung und Regie: Werner Hausmann, NWDR)[29]
- 1952: George Dandin oder Der gefoppte Ehemann (als Angélique, nach Molière, Bearbeitung: Ernst Drolinvaux, Regie: Kurt Erhardt, NWDR)[30]
- 1953: Die Brautschau (als Agaphia Tichonowna, nach Nikolai Wassiljewitsch Gogol, Bearbeitung: Ernst Drolinvaux, Regie: Jöns Andersson, NWDR)[31]
- 1953: Das letzte Haus an der Straße (als Tänzerin, Buch: Gustav Albert Mulach, Regie: Hans Rosenhauer, NWDR)[32]
- 1954: Chalifa, der Fischer (als Kut el-Kulub, aus Tausendundeine Nacht, Übersetzung: Erno Wittmann, Bearbeitung: Günter Eich, Regie: Hans Rosenhauer, NWDR)[33]
- 1954: Walt Disney's Peter Pan (als Wendy, Übersetzung und Regie: Sándor Ferenczy, Deutsche Grammophon)[34]
- 1955: Ich bin Vater (als Jean, Buch: Roderick Wilkinson, Übersetzung und Bearbeitung: Ernst Drolinvaux, Regie: Hans Rosenhauer, NWDR)[35]
- 1956: Der Passagier vom 1. November (als Colette, nach Georges Simenon, Bearbeitung: Fred von Hoerschelmann, Regie: Fritz Schröder-Jahn, NWDR)[36]
- 1956: Die Kammerjungfer (nach Jacques Deval, Hörspielfassung: Carl Dietrich Carls, Regie: Raoul Wolfgang Schnell, WDR)[37]
- 1957: Sechstausend Tage nach Mitternacht (als Lisbeth, Buch: Klaus Steiger, Regie: Klaus Stieringer, NDR)[38]
- 1958: Ein Fünfmarkstück namens Müller (Sprecherin, Buch: Karl Wittlinger, Regie: Kurt Reiss, NDR)[39]
- 1961: Das Meer macht Ferien (Buch: Pierre Castel, Übersetzung: Anne Bauer, Regie: Charlotte Niemann, Radio Bremen)[40]
- 1976: Ein höchst gefährlicher Toter (als Dany Fornarin, Buch: Charles Cordier, Regie: Günter Siebert, Radio Bremen)[41]
- 1978: Hausbesichtigung (als Irene Angermann, Buch: Hanns Menninger, Regie: Hans Rosenhauer, Radio Bremen)[42]
- 1998: Staub (als Mutter, Buch: Irmgard Maenner, Regie: Christiane Ohaus, Radio Bremen)[43]